# Chapelle Notre-Dame de Spéluque
La chapelle Notre-Dame de Spéluque, située dans la commune d’Ampus dans le Var (France), remonte au Xe siècle.
L'ensemble fut un prieuré de l'abbaye de Lérins jusqu'à la Révolution,. Selon l'historien local Marcel Faure, la basilique fut consacrée le 10 janvier 1090 par Bérenger III, évêque de Fréjus.  Speluca nom donné à saint Victor par Bertran de Saint-Martin évêque de Fréjus uni à la collégiale de Pignans puis cédé aux Oratoriens de Cotignac.
À la Révolution, cette chapelle, Beate Marie de Speluca comme on la désignait dans les anciens textes, appelée également aujourd'hui Chapelle Notre-Dame du Plan, a été vendue comme « bien national » et acquise par Madame d'Autran, puis rachetée par la famille Jerphanion.
À la suite de l'avis favorable de la Commission régionale du patrimoine historique, archéologique et ethnologique (COREPHAE) du 4 septembre 1985, un arrêté du 21 janvier 1986 a été pris par le Préfet de région pour l'inscription sur l'inventaire supplémentaire des monuments historiques de la Chapelle Notre-Dame-de-Spéluque, dite chapelle Notre-Dame-du-Plan. Enfin, à la suite de l'avis favorable de la Commission supérieure des monuments historiques du 15 janvier 1990, un classement partiel au titre de la loi du 31 décembre 1913 sur les monuments historiques est intervenu par arrêté ministériel du 26 juin 1990.
L'ermitage accolé au sud, englobant le chevet, construit plus récemment (sans doute fin XVIIIe), n'est pas compris dans la protection.

## Toponymie
Spéluque représente le nord-provençal espeluca, "caverne, grotte", dérivé du latin spelunca, même sens. Le mot est probablement emprunté aux Ligures car on ne le trouve que dans le Sud-Est et en Corse.[réf. souhaitée]

## Historique

### Sa construction
L’actuelle sacristie de la chapelle primitive Notre-Dame de Spéluque remonte au Xe siècle et fut, sans doute, érigée à l'emplacement d’un ancien lieu de culte païen.
C'est un édifice à nef unique comprenant en plan trois travées terminées par un chœur semi-circulaire voûté en cul-de-four. La nef est elle-même couverte d'une voûte en berceau brisé soutenue par des arcs doubleaux retombant sur des impostes et des piliers rectangulaires. Les murs latéraux sont rythmés par des arcades de décharge. Il est situé en bordure de la Nartuby, au pied du plateau des Rouvières et bordé par le Plan de Canjuers.
Le chevet plat est englobé, au nord, dans une sacristie qui occuperait l'emplacement d'une chapelle primitive du Xe siècle.
L'édifice possède un remarquable autel pentapode du XIe siècle des plus rares, composé de deux colonnes torsadées, deux colonnes à fûts lisses et une colonne à fût hexagonal. Les colonnes sont surmontées de chapiteaux à feuillage.
La meurtrière absidiale possède un vitrail représentant Notre-Dame, l'oculus éclairant la face ouest a lui aussi conservé son vitrail. Ils datent probablement de la deuxième moitié du XIVe siècle (vers 1868 ?), date à laquelle la chapelle fut réparée, l'ermitage et le clocher construits.
C’est le temps où les Sarrasins, quittant leur repaire de Fraxinet (La Garde-Freinet), firent irruption dans la plaine de Tourtour. Les habitants se réunirent pour résister et jurèrent, s’ils remportaient cette victoire, de construire une chapelle, témoignage de leur reconnaissance à la Vierge. Cette chapelle remplacerait donc (?) un oratoire situé dans une grotte et qui commémorerait (selon Alain Raynaud) une victoire des habitants de la contrée sur les Sarrasins au Xe siècle. Mais, rien n’est dit sur la localisation de cette grotte.
Ils chassèrent l’envahisseur et construisirent l’édifice. En 990, Almerade évêque de Riez, la dota d’un « autel en Val d’Empure » consacré à la Vierge (cartulaire du monastère de Lérins).
Cette chapelle primitive étant devenue trop petite, on lui en adjoignit une autre qui fut consacrée en 1090 par Raymond Béranger, évêque de Fréjus. À l’époque, un monastère et un village se regroupaient autour de cette église.
Quelques années plus tard, un chevalier félon, nommé Tuan, et des membres de sa famille saccagèrent ce joyau de l’art roman ainsi que le monastère et le petit village. Seule fut réparée la chapelle au milieu de la petite plaine. Elle fut pourvue d’un prieur et desservie par quatre moines.
En 1793, elle fut vendue comme bien national et, après avoir servi pendant une quarantaine d'années d'abri agricole sinon de bergerie, achetée par madame d’Autran, puis par la famille de Jerphanion qui la rendirent au culte.
D’importantes réparations sont alors entreprises et le clocher restitué et l’ermitage édifié en 1868. La cloche est, elle, datée de 1843,,.
Enfin, Claire Alice Anne-Marie de Jerphanion,,,, souhaitant rendre à cette chapelle privée sa destination première, y accueille une moniale de Paray-le-Monial (Saône-et-Loire).
La chapelle est désormais propriété (privée) de l’Association diocésaine de Fréjus-Toulon, et mise à la disposition de l’Association des Amis de Notre-Dame-de-Spéluque constituée le 10 novembre 1990, dans le cadre d'un bail emphytéotique de 99 ans (« avec tous les droits et les devoirs du propriétaire ».

## Curiosités
Cette commune typiquement provençale a conservé de nombreux vestiges romains et médiévaux. Époque gallo-romaine : vestiges de la Via Aurelia, ou voie Aurélienne, qui reliait Fréjus à Riez, visibles entre Olves et Sainte-Anne mais aussi devant la chapelle N.D. de Spéluque, où on peut voir une croix en fer plantée dans une pierre cylindrique, vestige d'une borne milliaire romaine. Sur le fût est mentionné le nom de l'autorité (empereur, consul) à l'initiative de la construction ou de la réfection de la voie, ainsi que la distance en milles romains entre la borne et la cité administrative la plus proche (Fréjus et Riez).
La remise en état de la toiture de la chapelle, endommagée par la tempête de 2008 puis par celle de 2009, a été réalisée, sous le contrôle de l'architecte des bâtiments de France, par l’association des Amis de Notre-Dame de Spéluque,.
Une étude de faisabilité a par ailleurs été établie pour l'ensemble des programmes d'interventions à prévoir,,.

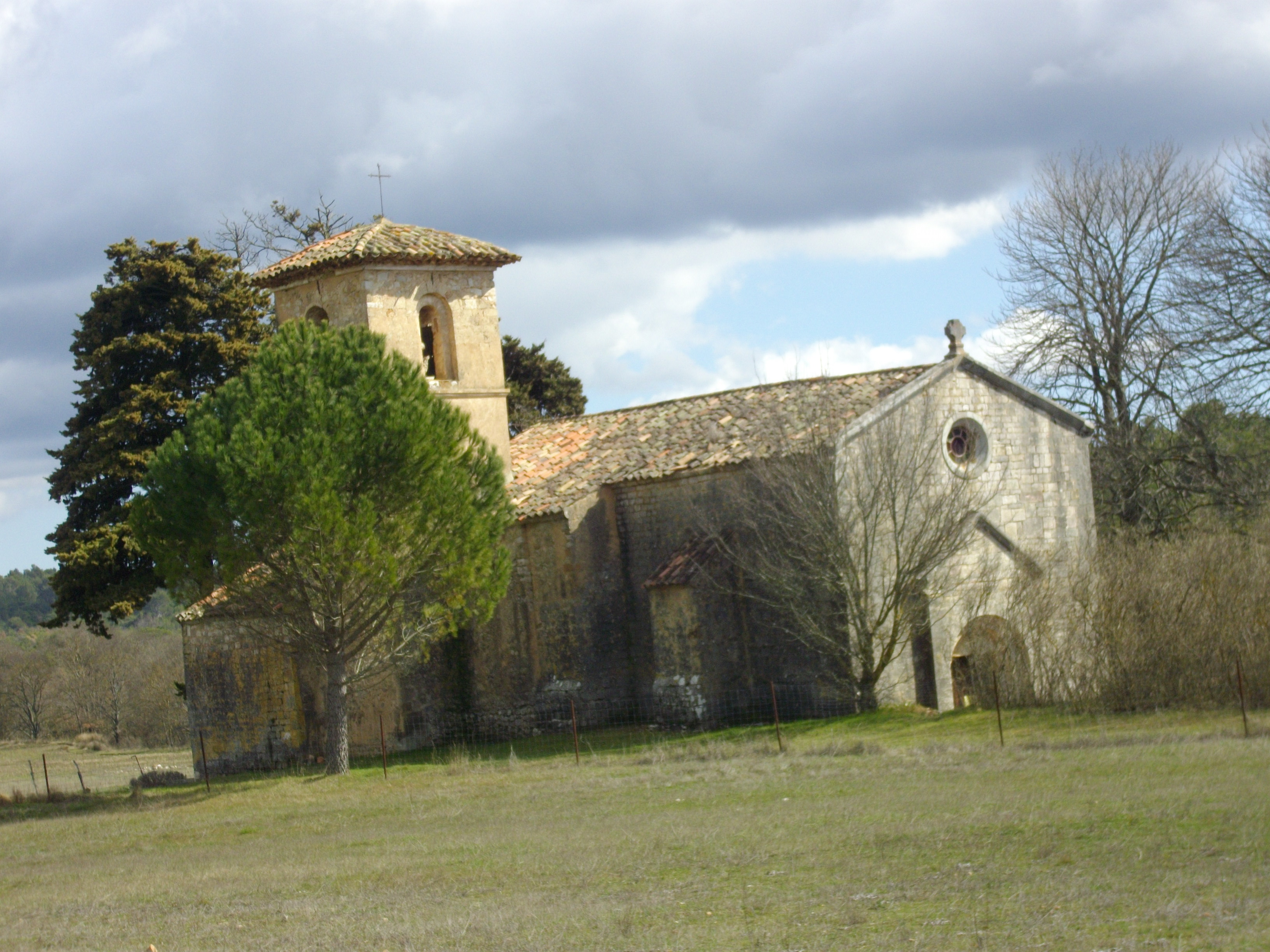
Chapelle Notre-Dame de Spéluque.
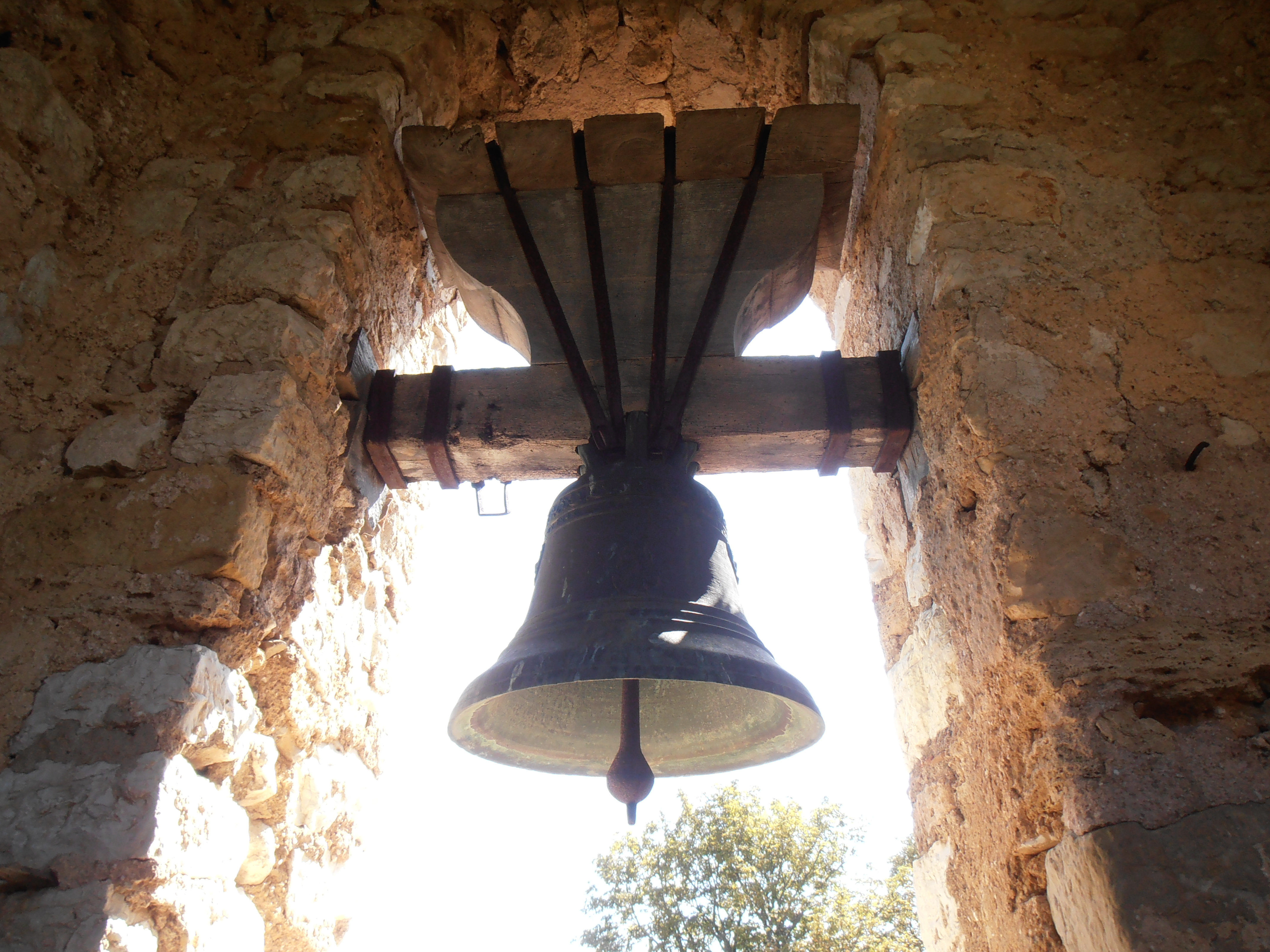
Cloche Chapelle ND Spéluque.
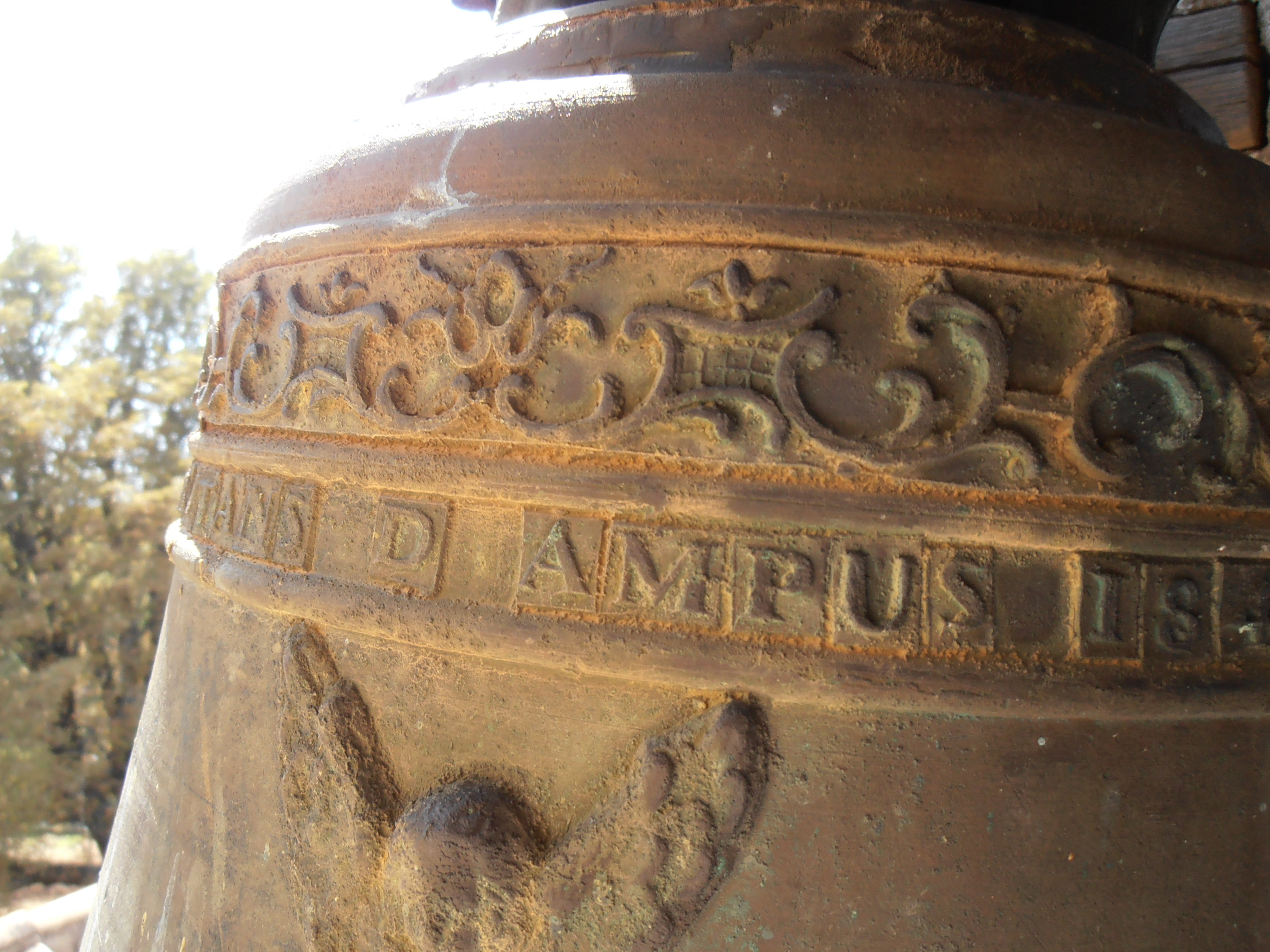
Inscriptions sur la cloche de la chapelle.
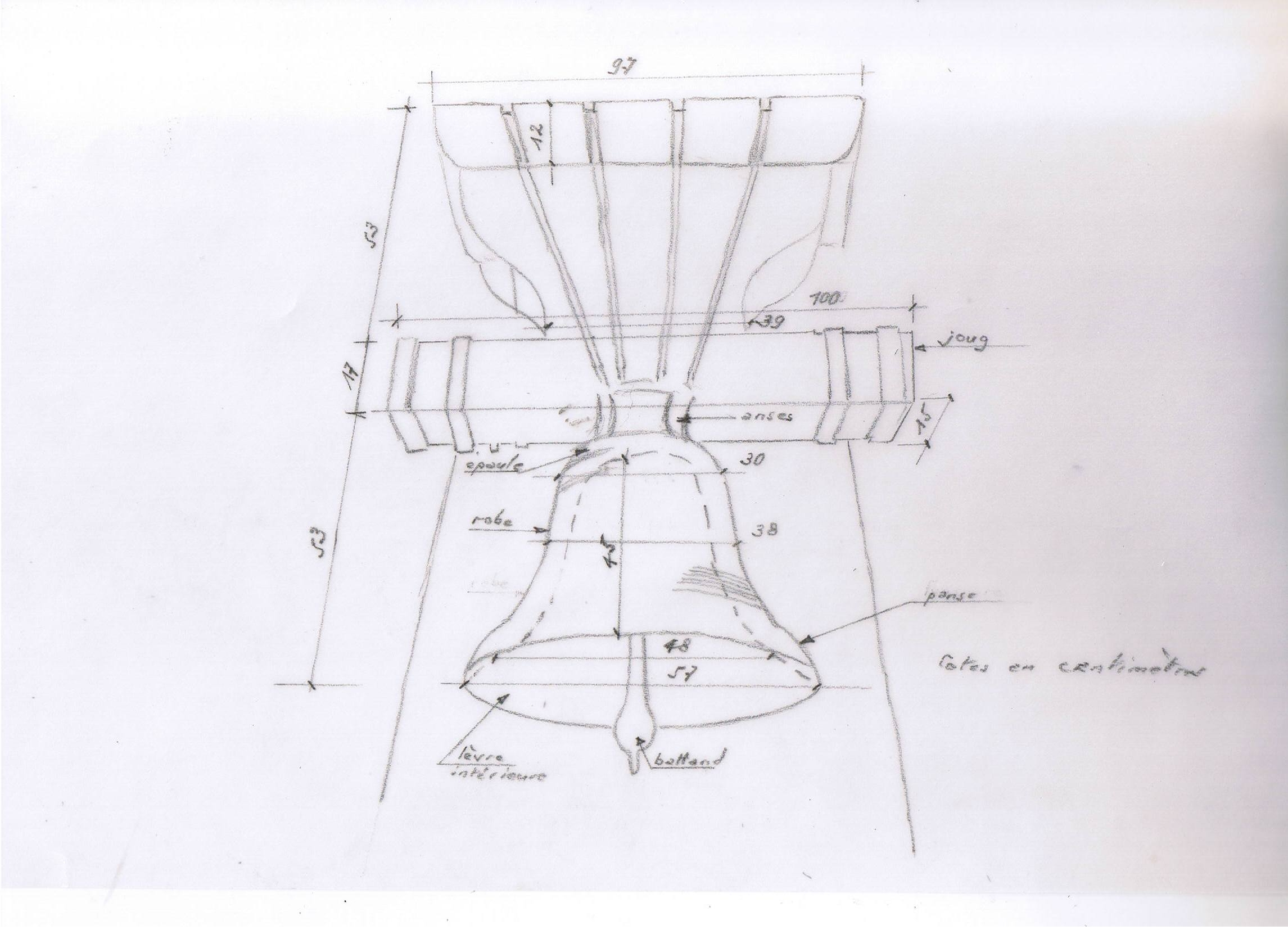
Dimensions de la cloche.

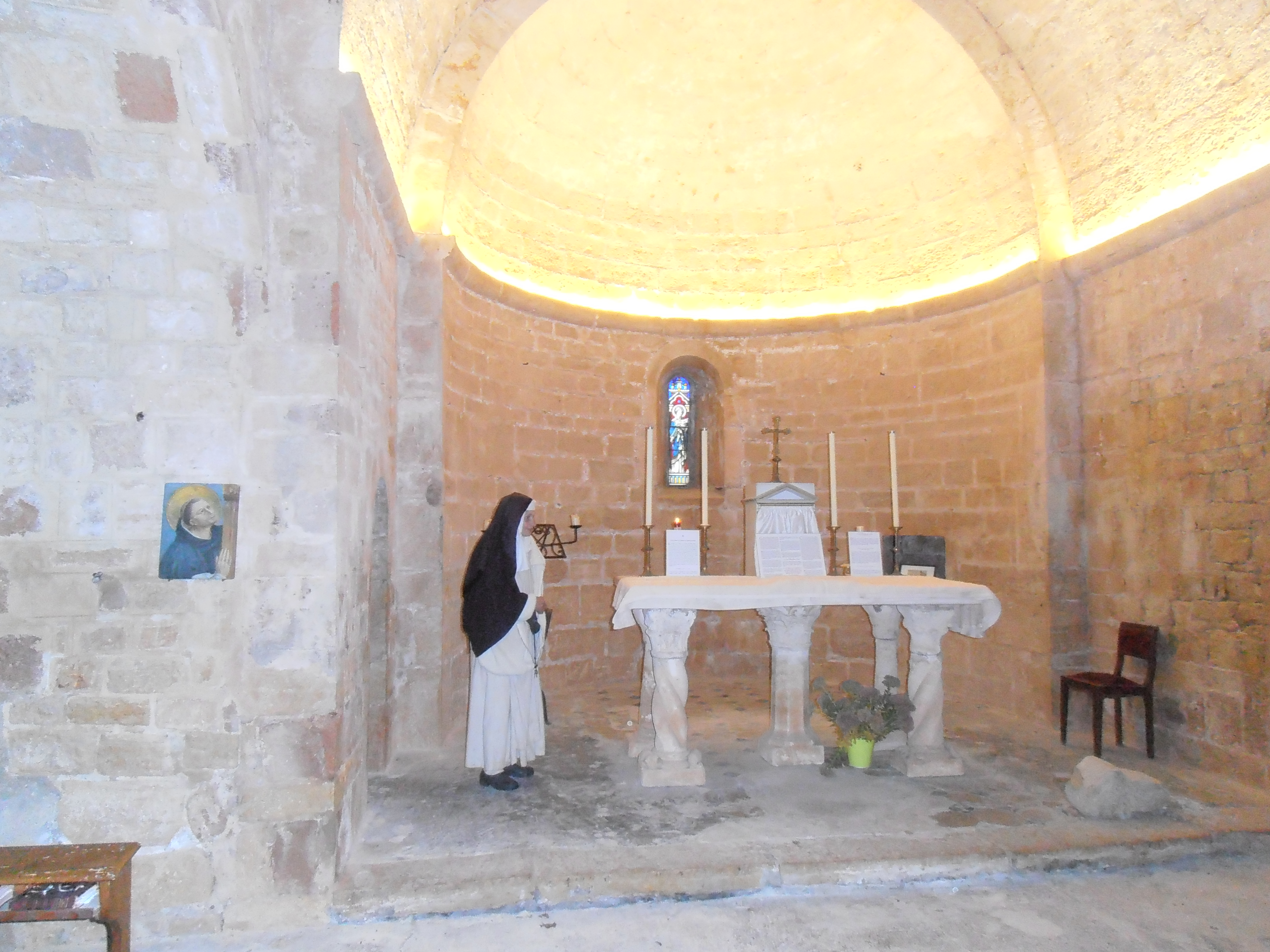
La sœur dominicaine dans le chœur de la chapelle[40].
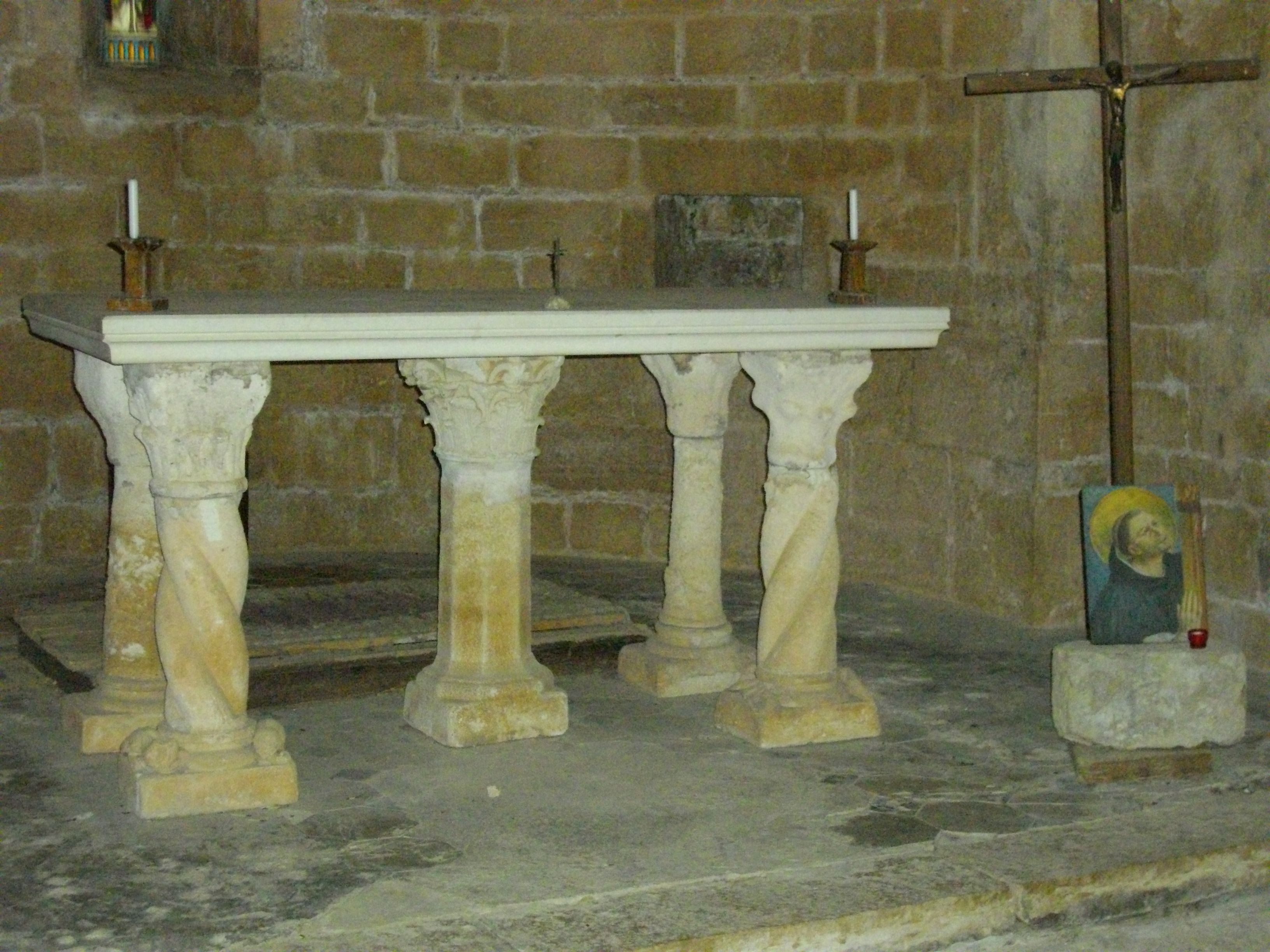
Autel pentapode Chapelle ND de Spéluque.
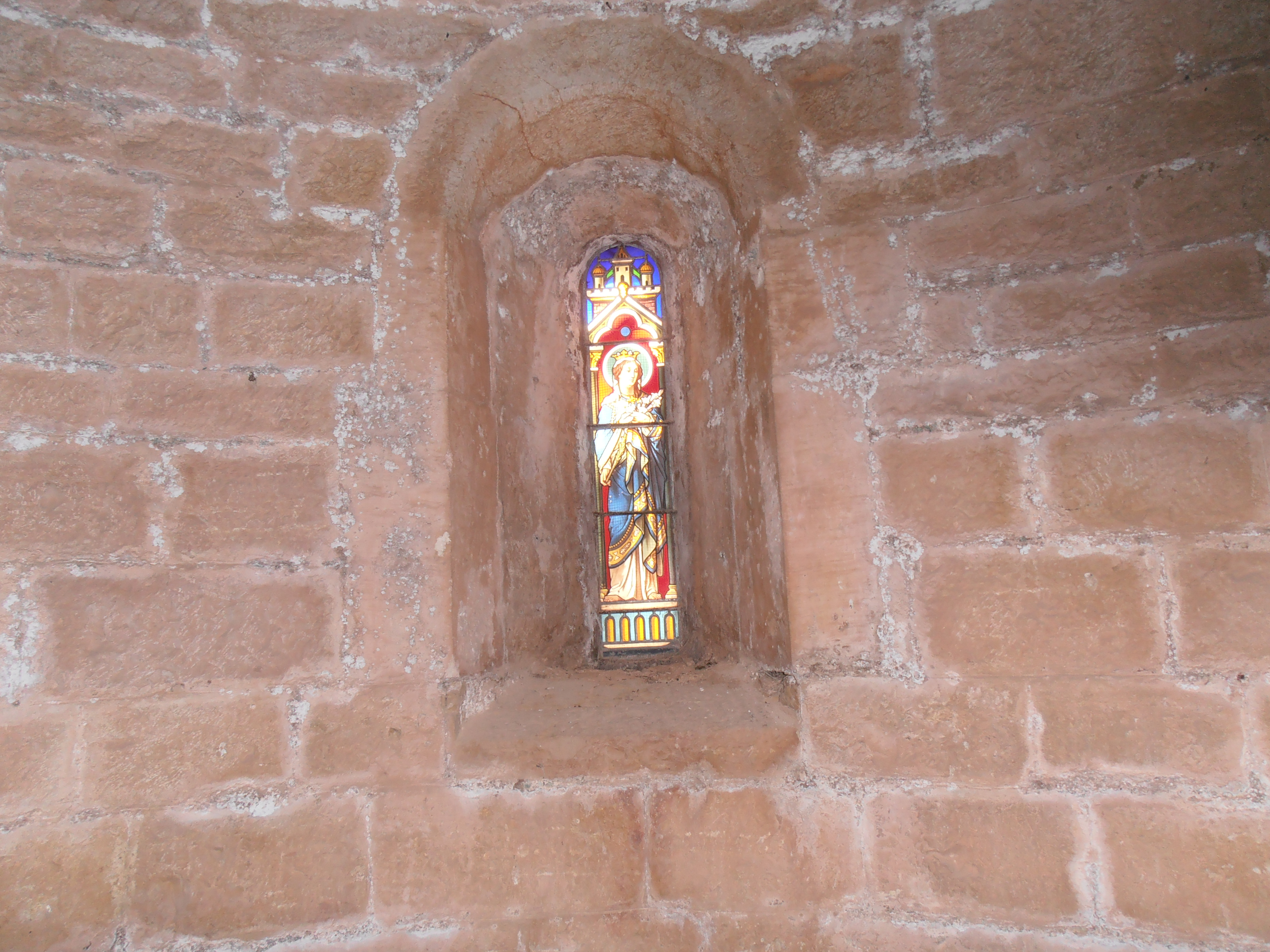
Vitrail de la chapelle Notre-Dame de Spéluque.
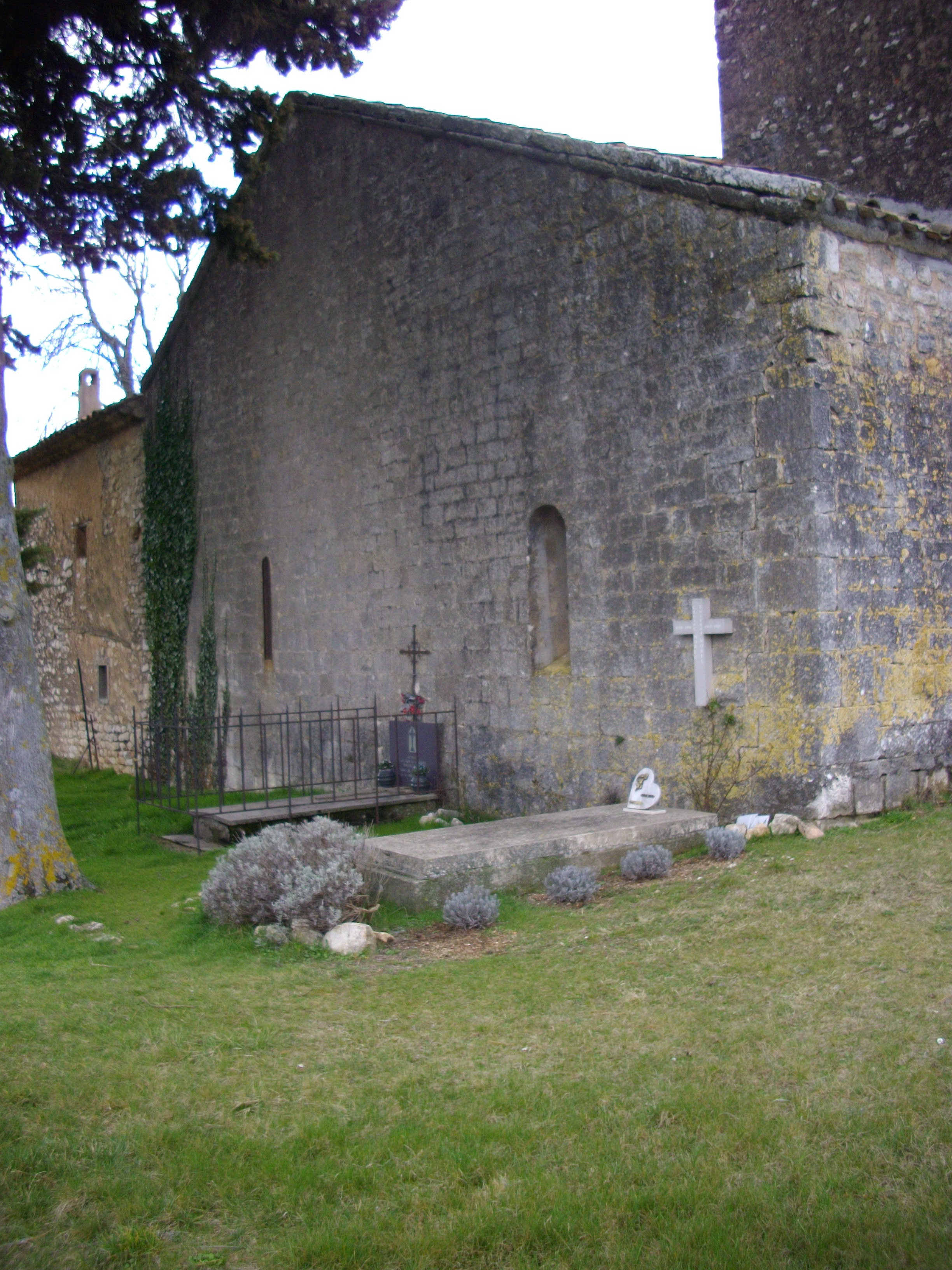
Cimetière de la chapelle.

Le site naturel « Spéluque - Notre-Dame du Plan » est également particulièrement riche et l'activité agricole conforte l'authenticité du paysage, outre des frêne, marronnier, chêne vert, chêne pubescent, dont certains plusieurs fois centenaires et un palmier, on peut également y observer un Micocoulier de Provence.
L’ensemble des sites de la commune bénéficie d’une double protection juridique, d’une part au titre de l’environnement, la préservation de la faune et la flore, et d’autre part au titre du périmètre de 500 mètres d'un monument historique en application des articles L621-30-1 et L621-31 du Code du patrimoine.
Le PLU (plan local d'urbanisme) est effectif depuis le 1er septembre 2017. Les documents d'urbanismes sont consultables sur le site internet, onglet urbanisme de la commune,,,.

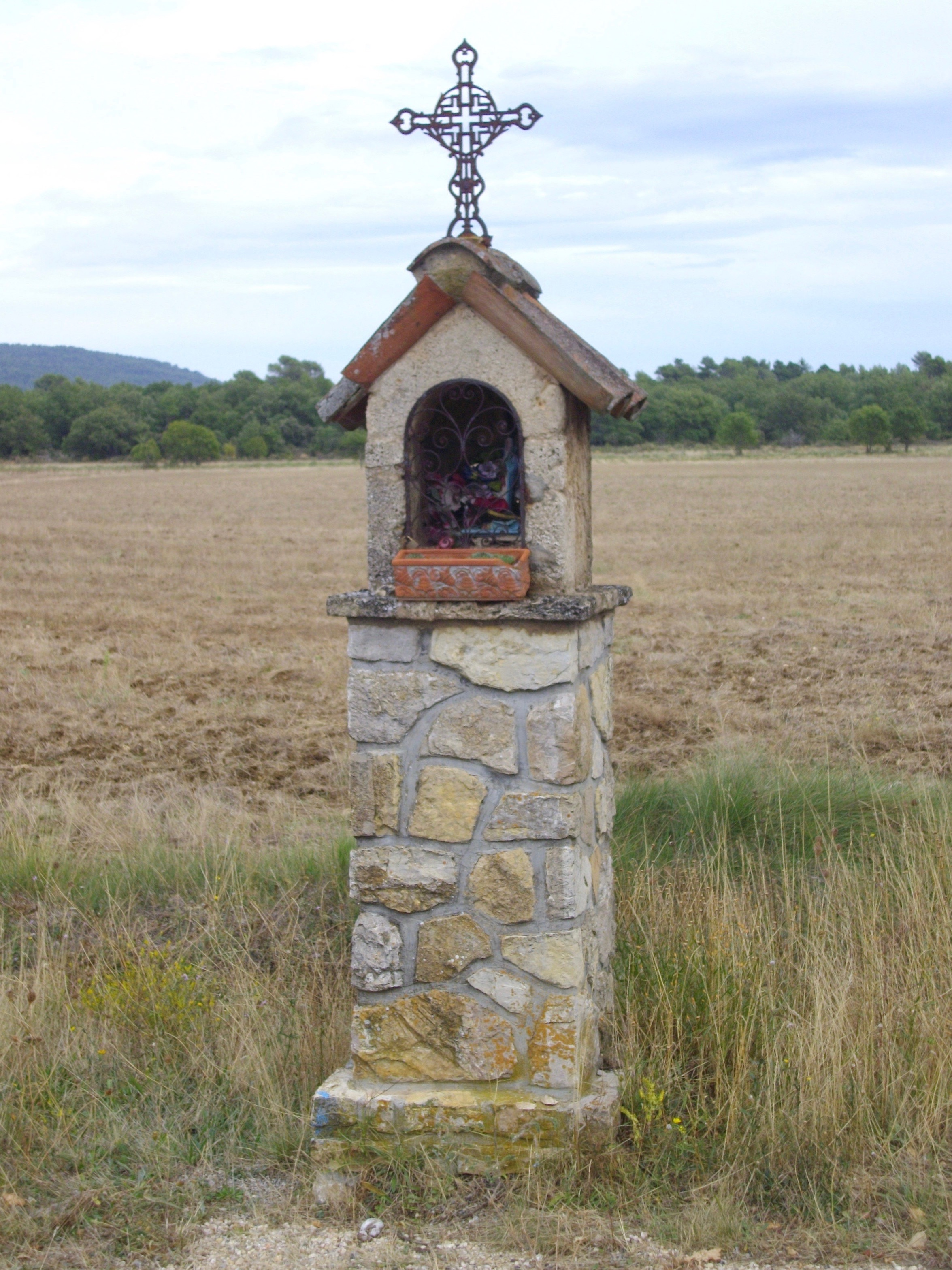
Oratoire sur CD 49, vers « Le Plan ».
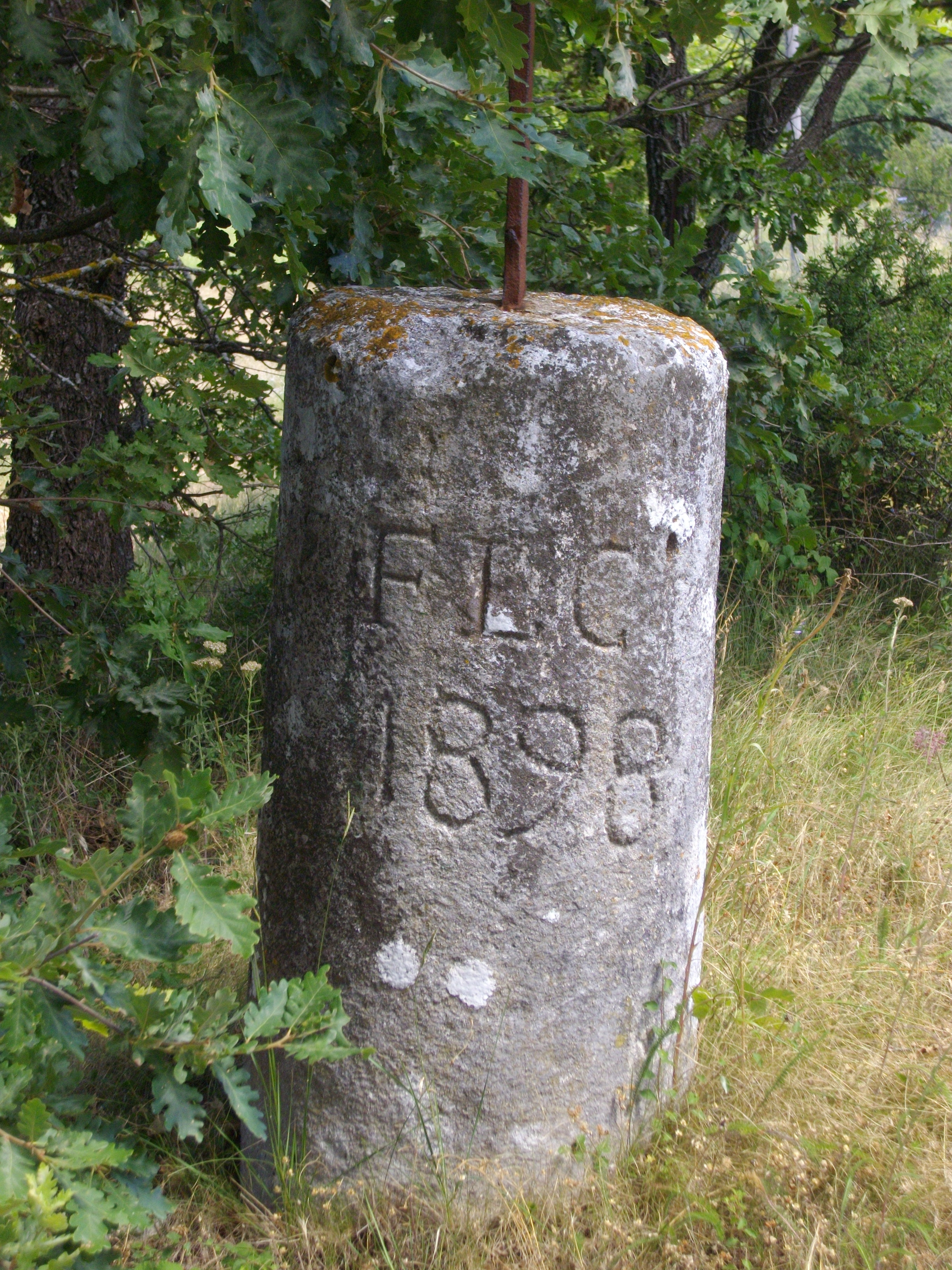
Détail des mentions de la borne milliaire.
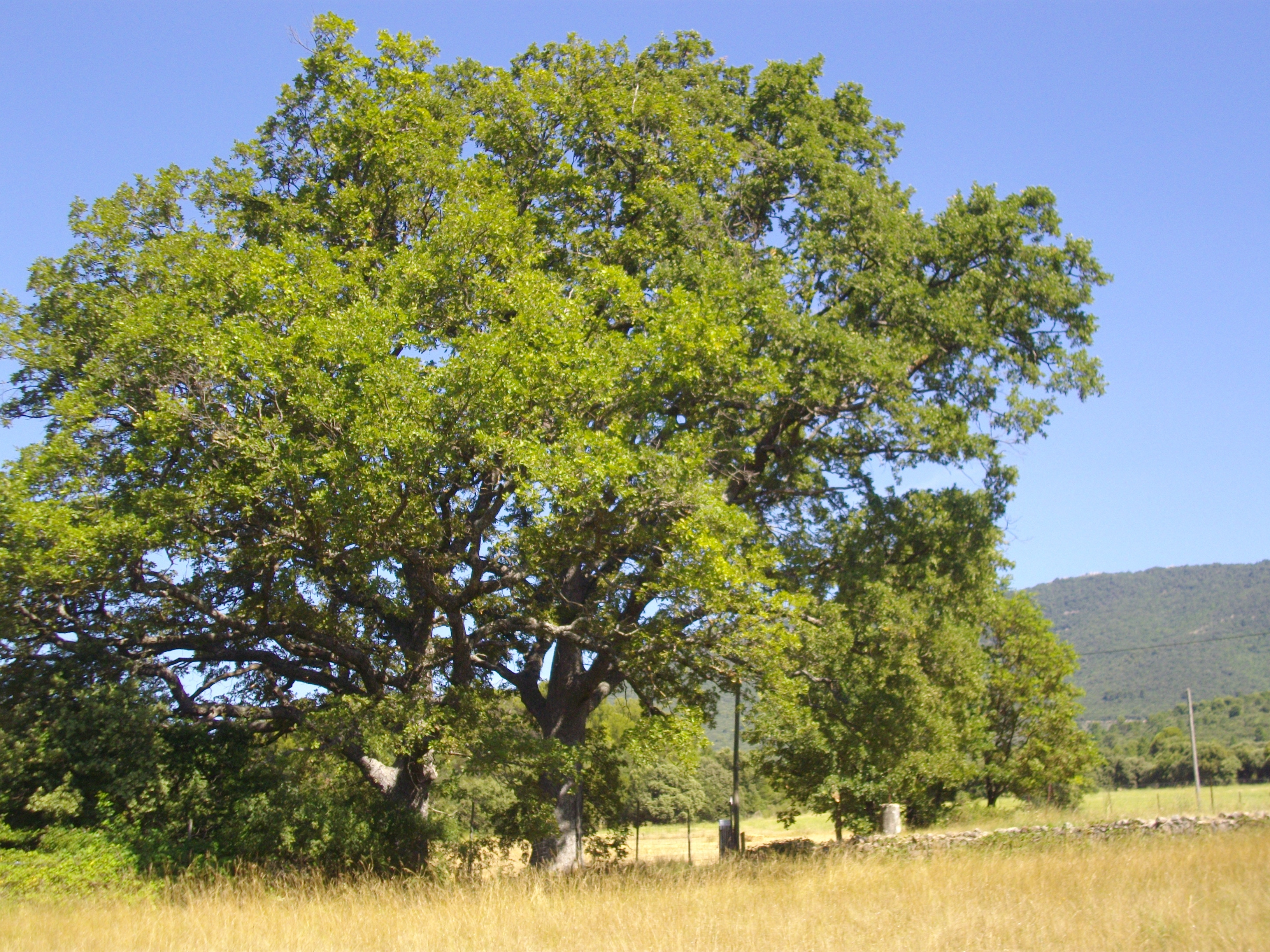
La borne milliaire devant un chêne vert.
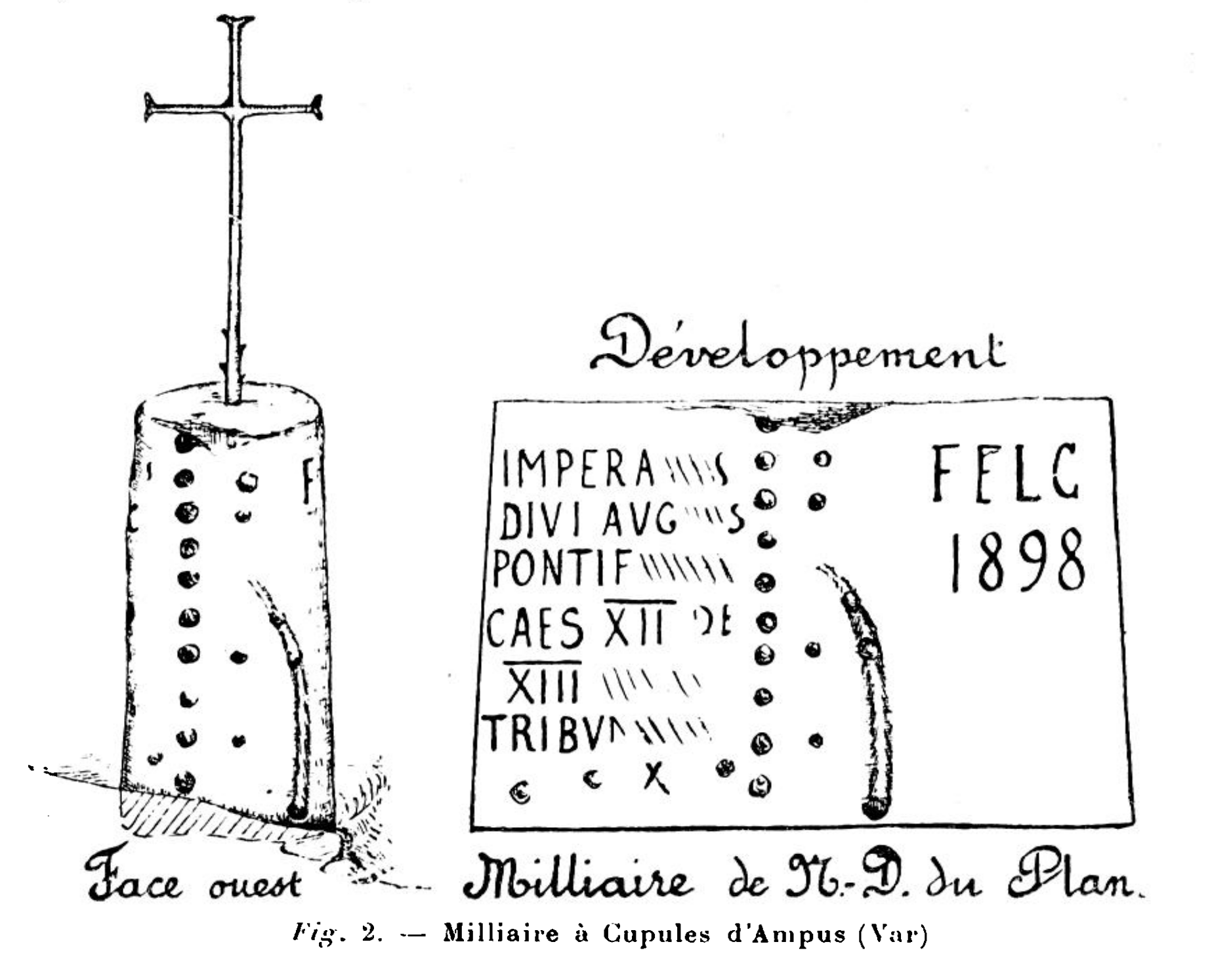
Dessin de la borne milliaire christianisée.

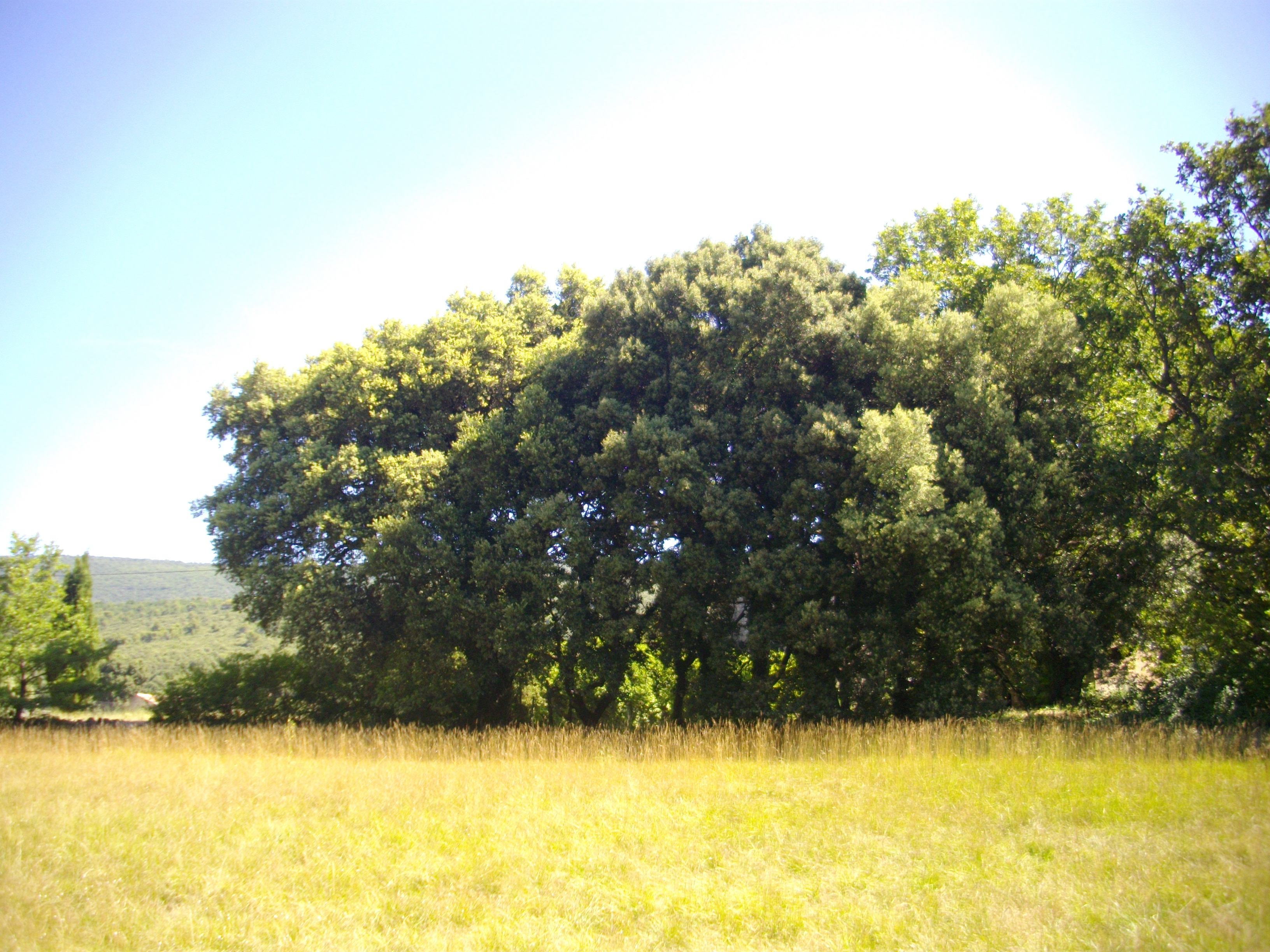
Un paysage parfaitement préservé.
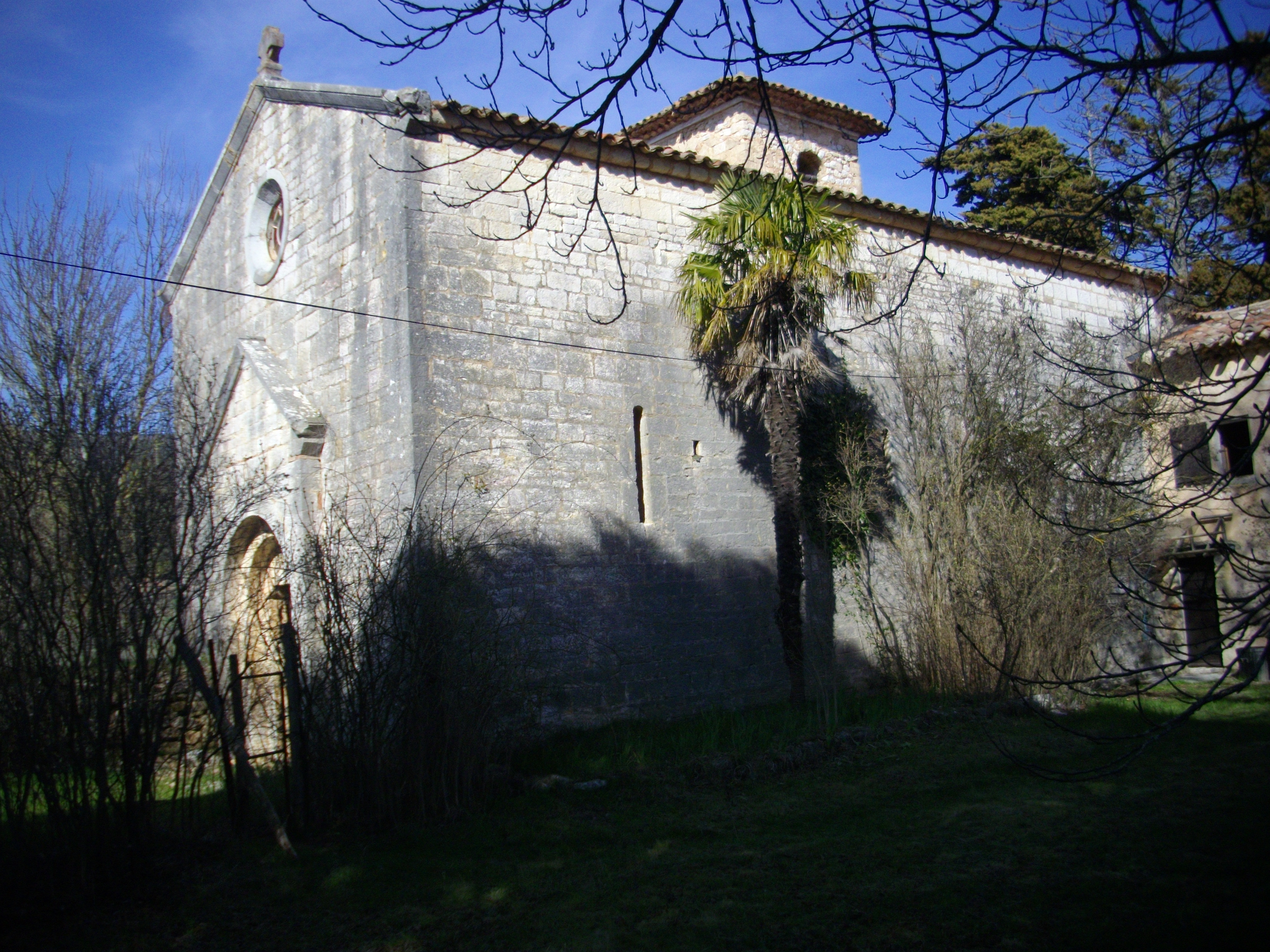
Palmier devant la chapelle.
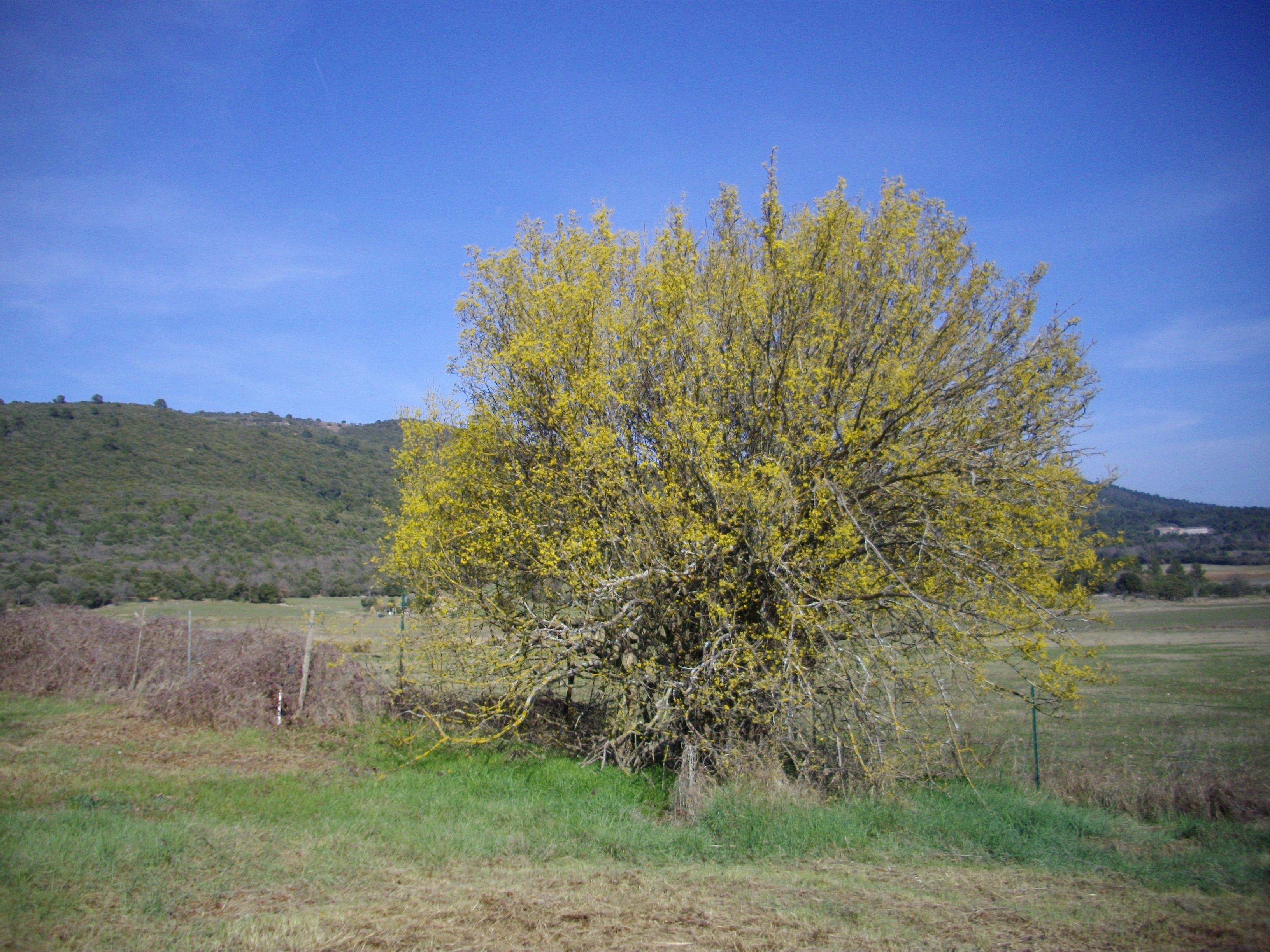
Micocoulier de Provence en fleurs.
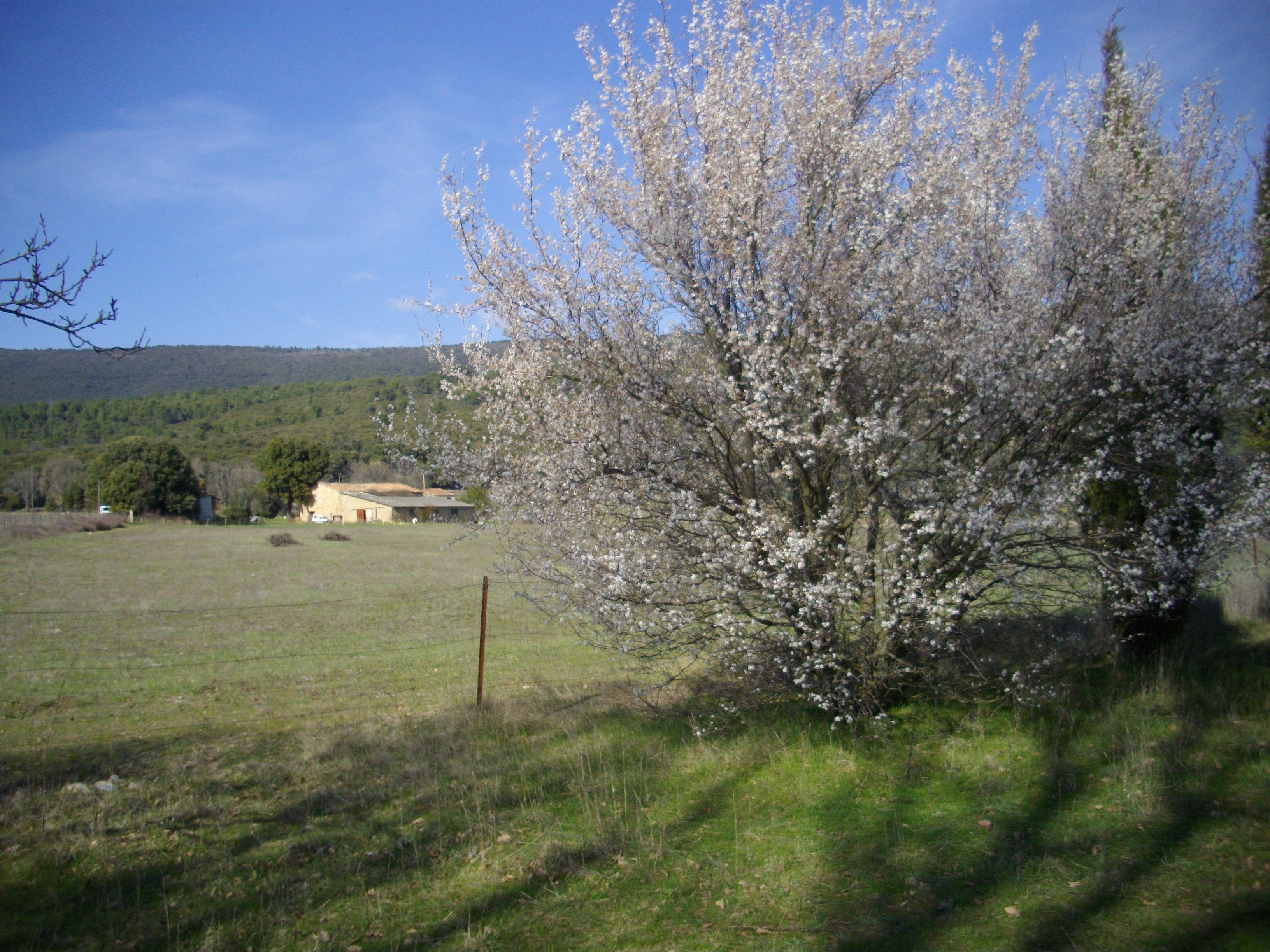
Ferme « Bastide Le Colombier »depuis la chapelle.

### La vie des sœurs de la fraternité de Saint-Charbel
L'activité agricole, et la présence de la Fraternité Saint Charbel qui a son siège à la chapelle Notre-Dame de Spéluque, perpétuent la préservation du site de Spéluque. En effet, la chapelle, la ferme du Colombier et les terres agricoles environnantes constituent un ensemble paysager et architectural remarquable bien préservé, avec une identité historique et spirituelle forte qui s’inscrit dans l’histoire multiséculaire du lieu.
Saint Charbel, fêté le 24 juillet, vécut au Liban de 1828 à 1898. Ce moine catholique maronite avait une très intense vénération pour la Très Sainte Eucharistie. Sa bonté inlassable l’avait fait aimer par tous, tant par les chrétiens que les musulmans. Il fut canonisé en 1977 par le Pape Paul VI. De très nombreuses et surprenantes guérissons du corps, du cœur et de l’esprit sont obtenues sur son intercession.
Les sœurs de la fraternité de Saint-Charbel sont filles de Dominique et ont une clôture monastique, elles sont contemplatives, pratiquent le saint Office monastique (chantent en grégorien le saint office monastique de jour et de nuit selon le rite dominicain), vivent en pauvreté, gagnent leur vie par un travail agricole et intellectuel, suivant les compétences de chacun.

### Les cérémonies liturgiques, visites et concerts de musique
Cette chapelle, classée au titre des Monuments Historiques, est privée mais ouverte au public à certaines conditions.
Des concerts ont également été organisés au profit de la sauvegarde du site, par l'association des amis de Notre-Dame de Spéluque, tel celui du jeudi 9 août 2007. Il s'agissait d'un concert de musique classique offert par Marion Le Pelletier qui jouait sur un alto moderne de Alexandra Pedora (Cremone) et Benoît Tisserand sur un orgue-coffre du facteur Klop (Hollande).
Alexis-Campo a été nommé à compter du 1er septembre 2016 chapelain de la chapelle Notre-Dame-de-Spéluque, par Dominique Rey évêque de Fréjus-Toulon.
Les cérémonies liturgiques se déroulent tous les dimanches et fêtes, messe orientée à 11h00 dans la forme extraordinaire du rite romain et chant grégorien.
Les desservants incardinés dans le Diocèse de Fréjus-Toulon :
*Abbé Alexis Campo, chancelier du diocèse  & chapelain,
*Abbé Jean-Christophe Pélégri.
En 2016, c'est au domaine du Moulin-Vieux, après la messe dite par le père Thierry Galant, que s'est déroulée la fête de Notre-Dame-du-Plan organisée par l'association de préservation du patrimoine d'Ampus (APPA).
En août 1992, à l'occasion de la transfiguration , Joseph Madec, évêque de Fréjus avait été accueilli par la moniale dominicaine Sœur Marie du Saint Esprit et le père Adonis Volpato (surnommé le "curé bâtisseur") pour célébrer la messe à la chapelle. Les choristes d'Ampus et la chorale de Tourtour avaient animé la cérémonie religieuse, avec Mme Guibal à l'orgue, Laurence Vautrin au violoncelle. Le Panis Angelicus et l'Ave verum corpus de Mozart étaient interprétés par la soliste Paule de Beaumont.
Dominique Rey, évêque de Fréjus-Toulon, est venu présider solennellement les cérémonies en la chapelle Notre-Dame de Spéluque le dimanche 17 septembre 2017,,. À cette occasion, le groupe folklorique provençal « Lou Pebre d’aï » a animé la procession d’entrée au son des fifres, galoubets et des tambourins, et « le Chœur grégorien Jubilate de Toulon » a animé les chants liturgiques.